# Scambus xylostei
Scambus xylostei är en stekelart som först beskrevs av Jean Nicolas Vallot 1836.  Scambus xylostei ingår i släktet Scambus och familjen brokparasitsteklar. Inga underarter finns listade i Catalogue of Life.